# A Gyulafehérvári Református Egyházközség története

## A Gyulafehérvári Református Egyházközség története a kezdetektől 1760-ig
Gyulafehérvár a Református Egyházmegye központi, egyik legfontosabb települése volt. A településen a reformáció jelei már akkor jelentkezhettek, amikor Kálmáncsehi Sánta Márton (1500-1557) a segesvári vallási dispután (1538-ban) gyulafehérvári kanonokként nem vállalkozott a Martinuzzi által beidézett protestáns kassai prédikátor, Szántai István elmarasztalására. A reformáció konkrét gyulafehérvári eseményeiről azonban csak a káptalan szétoszlása és a katolikus püspökség vagyonának szekularizációja (1556) után beszélhetünk.
A környék, de a gyulafehérvári lakosok reformációját is az első alvinci esperesnek, az egykori wittenbergi peregrinusnak, Gemmeus Máténak tulajdonítják. A helyi egyház reformációját már 1577-tel kezdődően lehet tárgyi emlékekkel is bizonyítani. Gyulafehérvár a református – unitárius hitviták színtere volt, és a helvét protestantizmus győzelmének tulajdonítható, hogy a János Zsigmond által működtetett unitárius iskola már 1580-ban átkerült a reformátusok birtokába. János Zsigmond halála után a gyulafehérvári unitáriusok gyülekezete megszűnt.
A nagytemplomot, a székesegyházat a reformátusok használták (a katolikus Báthoryak fejedelemségét leszámítva). A közösség lelkészei általában ott szolgáltak. 1585. január 18-án Ilosvai Benedek esperes lelkész volt a gyulafehérváriak papja, és egyúttal a gyulafehérvári Káptalan konzervátora is (1573-1586). XVI. századi lelkészei közül ismerjük még: Szalai Andrást (1585, 1587). Debreceni Jó Jánost (1587, 1589, 1592†), Laskai Pétert (1586-1587), és Hercegszöllősi Jánost (1588-1589). A korábbi híres marosvásárhelyi rektor Hercegszöllősi Jánosnak és Debreceni Jó Jánosnak káplánjai-segédlelkészei is voltak, Dési Ambrus és Dobrai János személyében. 1589-től az új lelkész Szamosközy Péter volt. 1599-1601 között Ungvári János püspök-esperes volt a lelkésze.
1606-ban Székelyhídi István volt a helység prédikátora. A gyulafehérvári reformátusok 1580-ban unitáriusoktól átörökölt protestáns kollégiumát 1613. április 16-án Báthory Gábor emelte arra a gimnáziumi szintre, amelyet Bethlen Gábor iskolapolitikája Collegium Academicummá (1622) fejlesztett. Báthory Gábor 1603-ban országos költségen a kisebb templomot, majd 1609-ben a leégett székesegyházat is restauráltatta.
Bethlen Gábor korában az udvari elsőpapság gyakran egybeesett a gyulafehérváriak főlelkészének hivatalával, így Rettegi János 1603-1615 között, még Bethlen Gábor udvari lelkésze és a település első-lelkésze is lehetett.
1615-ben ugyancsak a fejedelem rendeletére a gyulafehérvári egyház lelkésze Kecskeméti Búzás János (†1616), a korábbi alvinci püspök fia lett. 1616-1618 között Gyulafehérvár lelkésze Dési István (†1639) volt.
Keserűi Dajka János (†1633) lelkész-püspök kérése alapján, a gyulafehérvári reformátusok számára ismét két lelkészi állást tartottak fenn. Így lett Fogarasi Ferenc (1619-1676) az egykori franekeri, leideni peregrinus 1648-1649 közötti a gyulafehérvári gyülekezet másodlelkésze.
A jelenlegi Szent Mihály-székesegyház elégett tornyát Bethlen újjáépítette, tornyába órát és 7 harangot helyezett el, amelyek legöregebbikje 100 mázsát nyomott. A diákoknak kollégiumi temploma is volt, amelyet Báthory Kristóf-templomnak neveztek. Ettől távolabb, a György-kapun belül volt található a kollégium másik épülete. A két épület között helyezkedett el a reformátusok által használt két papilak, de a fejedelem ugyanakkor abban állandó lakhelyet biztosított a református püspöknek és a papi özvegyeknek is. Ezeket az épületeket a fejedelem 1623. szeptember 15-én Kassáról keltezett döntésével juttatta a református lelkészek birtokába. Ebben az oklevélben a gyulafehérvári székesegyházban (nagytemplomban) szolgáló lelkészek számára parókiális házakat adományozott.
1629 után Károlyi István lett az egyházközség elsőlelkésze.
Geleji Katona Istvánt, akit heidelbergi peregrinációja után, 1618-ban a gyulafehérvári gimnázium rektorának hívta meg, 1621-ben Magyarigenben szentelték fel lelkészi és egyházi szolgálatára. 1622-től gyulafehérvári lelkész lett, az akkori református püspök Keserűi Dajka János mellett. 1633-ban lett a Gyulafehérvári Egyházmegye esperese, majd ugyanabban az évben Keserűi Dajka János halála után, a nagyenyedi zsinat református püspökké választotta meg. Nevéhez fűződnek az egyházkormányzati alapelveit tükröző Geleji Kánonok, amelyeket II. Rákóczi György 1649. június 8-án, Gyulafehérvárott emelt törvényerőre.
II. Rákóczi György felelőtlen lengyelországi hadjáratának következménye az volt, hogy a gyulafehérvári felső és alsó várost a tatárok templomokkal, és berendezésekkel együtt felperzselték. A harangokat meghúzatták, a fejedelmi sírokat kiforgatták, a kollégiumokat tönkretették. A török-tatár dúlás miatt a Kollégium, és a lelkészek Kolozsvárra menekültek.
1663. március 13-án Fazakas Enyedi János volt a gyulafehérváriak lelkésze.
1684-1689 között a város lelkipásztora Horti István (1625-1689) volt, aki utrechi peregrinációja és nagybányai lelkészkedése után, 1675 körül került Gyulafehérvárra, ahol 1684. december 8-án választották meg.
A sárospatakiak 1672-vel kezdődő gyulafehérvári jelenléte új helyzetet teremtett az itteni reformátusok számára, ahogy a fejedelmi egyházfelügyelői felelőssége is többszörös gondokat kellett megoldjon. Ezeken segített az a Bethlen Gábor adománylevelén keresztül szerzett iskolai támogatás, amely a kelneki dézsmanegyednek közös: egyházi-iskolai felhasználását jelentette, és mindvégig a két közösség gazdasági megélhetésének hátterét biztosította. 
Amikor Seau generális, osztrák várépítő parancsa nyomán 1702-ben a katolikusok elvették a protestánsoktól a közben átépült Báthory-templom melletti volt domonkosrendi iskolát. A XVIII. századi gyulafehérvári református szerepvesztés az egyházközséget arra kényszerítette, hogy veszélyeztetett jövedelmeinek sorsát rendezze. A kelneki dézsma jövedelme jelentette a leginkább kamatoztatható jövedelemforrást. Az 1714. június 11-én tartott Küküllővári Zsinaton megengedték, hogy az egyházközség az elvitatott kelneki jövedelmet a saját számára tarthassa meg, és ezzel a Gyulafehérvárról távozni készülő Kollégium vagyoni igényét korlátozták. Ezt a döntést motiválhatta az is, hogy a városiaktól szedett tizedet a reformátusok elveszítették. A dézsmanegyed birtokában, de tized nélkül maradt egyházközség nehezen viselte el jövedelmeinek csökkenését. Nem véletlen tehát, hogy 1715-ben Gyulafehérvár gazdasági nehézségekre panaszkodott a Főkonzisztóriumnál „a Siralmas Státussára jutott Reformata Ecclesia” megsegítése céljából, arra hivatkozva, hogy már csak egy lelkészt, kántort és mestert tarthat el jövedelmeiből, mert „a régi csendes idők” már elmúltak. Megmaradt a kelneki tizednegyed. A gyülekezet jövedelmét egy piactéri üzlet kiadása jelentette.
A várbeli épületek átadásával, és a Sárospatak-Gyulafehérvári Kollégium eltávozásával (1716) a helyi közösség nehéz anyagi helyzetbe került. A gyulafehérvári Egyházközség püspöki ellenőrzés alatti gyülekezetté vált, amely azt jelentette, hogy az egyházi irányítást direkt módon a Főkonzisztórium gyakorolta fölötte.  
A gyülekezet függetlenségét 1757-ben adta fel, amelyet az 1760-ban tartott magyarigeni zsinat tudomásul vett. 1744. április 22-én, Szentpáli István gyulafehérvári gondnok arra kérte a Főkonzisztóriumot, hogy a bécsi jóváhagyást szerezze meg új temploma megépítéséhez. A templomépítés terhe mellett a legnagyobb gondot az okozta, hogy a katolikus processziók alkalmával a református tulajdonban levő harangokat tüntetőleg megkongatták, a felekezeti vegyes házasságokat pedig határozottan tiltották. A református közösség egy leszegényedett, és rangjában nagyot zuhant közösség volt ekkor. 

## Az alsóvárosi új templom - 1760-tól a 21. századig

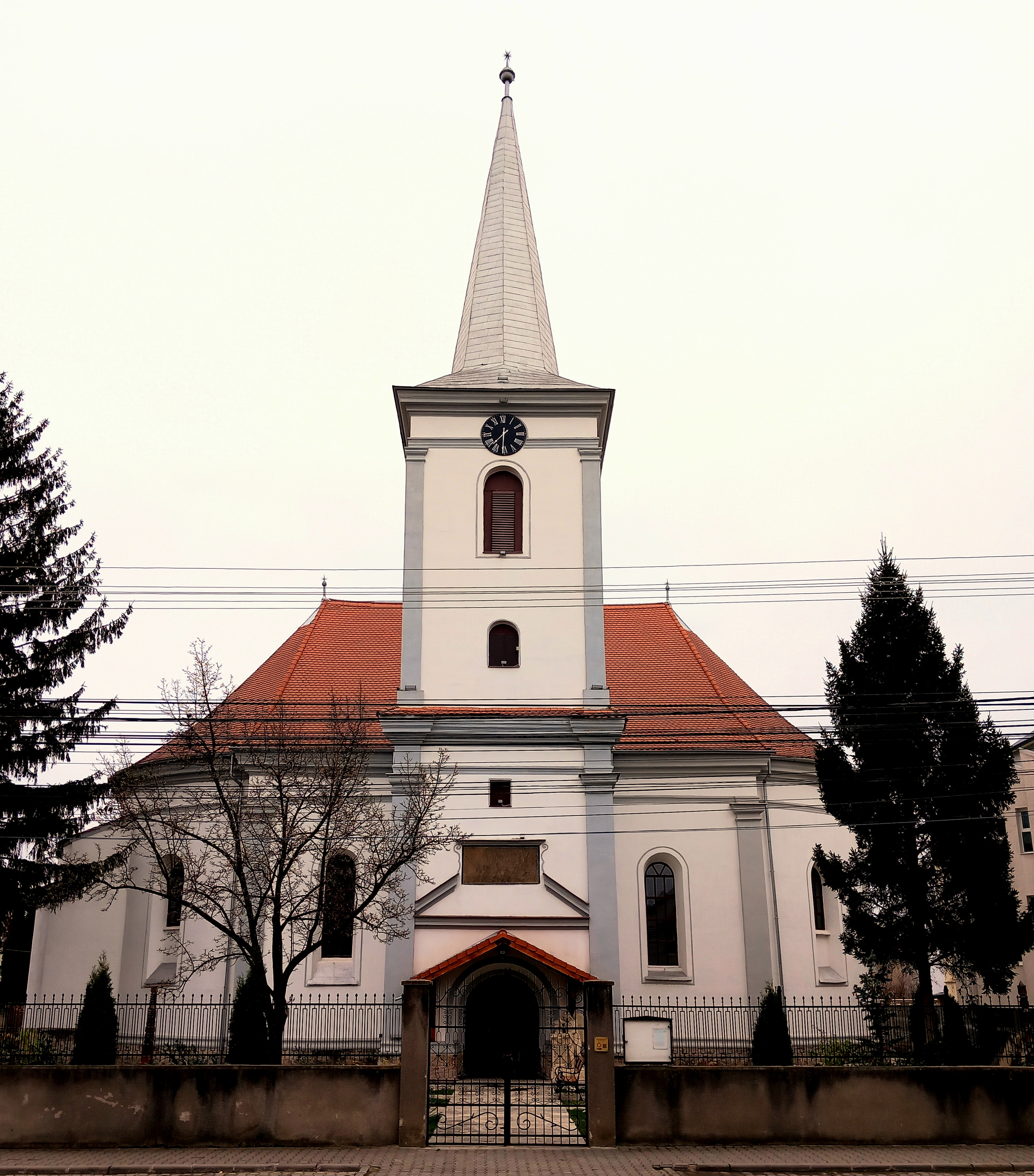
A gyulafehérvári református templom (1760)

A gyülekezet leköltöztetése a Maros árterületére elvándorláshoz vezetett, így a barokk stílusban épített református templomot csak 1760-ban tudták átadni rendeltetésének. Politikai közbenjárások után a gyülekezet történetének kiemelkedően fontos mozzanata az volt, hogy Mária Terézia 1756. április 5-én személyesen hagyta jóvá a gyulafehérvári templom építését, amelyet a katolikus Bethlen Gábor birodalmi gróf aláírásával látott el. A Somlyai Adalbert által közvetített erdélyi leiratot a szász báró, Henter David kancellár adta át. 
A templom megépítése után az egyházi és lelkészi jövedelmek kérdésének tisztázása következett. Mivel a gyulafehérvári tized a református lelkész birtokából átkerült a katolikus püspöki használatba, az ebből eredő dézsmanegyedet fel kellett osztani a helyi református és katolikus lelkészek között. Ez azonban nem történt meg.
A XVIII. század kiemelkedő esperese Csernátoni Gajdó Dániel (1696-1749), aki 1730-tól volt lelkésze a gyulafehérvári egyházközségnek. 1749. október 7-től az új lelkész a korábbi franekeri peregrinus Málnási István volt, aki 1786-ben bekövetkezett haláláig viselte az esperesi tisztet. Málnási mellett másodlelkészi állás is létesült. Málnási halála után, 1778. január 4-től Keresztes József lett a lelkész.
1788. június 1-től a Vajasdról érkező Szemerjai Demeter Dániel lett a gyulafehérváriak lelkésze. 1799-től segédlelkésze Székely Péter volt, aki elődje halála után, 1810. szeptember 9-től a gyülekezet önálló lelkésze lett. 1838-ban a lelkipásztor betegsége miatt elgyengült ezért a presbitérium már külön tanítót és külön segédlelkészt szeretett volna hozatni a Nagyenyedi Kollégiumból. A professzorok ajánlása alapján került sor Elekes Károly lelkészjelölt, és Somkereki Márton rektor-tanító meghívására. A fiatal lelkész, 1839. május 23-án, segédlelkészként került Gyulafehérvárra, ahol az öreg lelkész-esperes halála után elvállalhatta a rendes lelkészi állást, a település egyik leghíresebb lelkésze, és az 1848 őszén majdnem teljesen elpusztult egyházmegye esperese lett.
Ekkor a gyülekezetnek egy öregotthon típusú kórháza is volt, ahol tagfelvételi kérelemmel a szociálisan indokolt eseteket látták el. Fiú- és leányiskolát is tartottak fenn, ám ezek épületei nagyon rossz állapotban voltak. 1848. július 30-án a jobbágyfelszabadítási törvény értelmében a dézsmanegyedek elmaradtak és a gyülekezet igen nehéz helyzetbe került. 
Gyulafehérvár magyarsága politikailag nehéz helyzetbe került, hiszen 1848-ban itt volt az erdélyi Habsburg-katonaság egyik legerősebb katonasága, és legmodernebb erődítménye. A modern, Morando Visconti által tervezett, Vauban rendszerű vár parancsnoka Ferdinand Knebel altábornagy volt. Szerkezete, hadereje félelmes ellenőrzés hírét keltette a környék hadászatilag valamit is számító csoportosulásaiban. Ennek ellenére Fogarasy Antal vezetésével itt is megalakultak az Alsó-városbeli nemzetőrcsapatok.
Az 1848-as jobbágyfelszabadítási törvényekkel az Egyház elvesztette 11 jobbágytelkét és kelneki dézsmanegyed befizetőit, ezzel jövedelmei minimálisra csökkentek. Mégis Elekes Károly lelkipásztorsága idején a közösség virágzásáról számolhatunk be. 1850. december 1-jén a marosszentimrei és sárdi egyházközségeket filiaként Gyulafehérvárhoz csatolták, jövedelmeikkel együtt. Közben Elekes Károly lelkész-esperest meghívták udvarhelyi főlelkésznek, de ő inkább Gyulafehérváron maradt, hogy újáépítse egyházmegyéjét. 1860-ban a templom évszázados fennállását ünnepelte az egyházközség. Sor került a parókia teljes felújítására is. Elekes Károly tartalmas lelkipásztori tevékenységét és közegyházi szerepét 1878. február 14-én bekövetkezett halála szüntette meg.
Az I. világháború előtt és az utána élő lelkészek közül kiemelkedő szerepe volt Gönczy Lajosnak (1889-1986), a későbbi teológiai tanárnak, aki 1914-ben a megüresedett gyulafehérvári lelkipásztori állást töltötte be, egészen 1922-ig. Ekkor a gyülekezetnek 59 diákkal működő református elemi iskolája is volt.
A II. világháború nagy kárt okozott az egyházközség irattárában és könyvtárában.
A korábban szórványként megjelenő Szászsebes az iparosodás idejében lendületes fejlődésnek indult. Ez motiválta Szász Domokos püspöksége idején a szászsebesi gyülekezet, abban, hogy 1903-ra megépítette önálló templomát, amikoris az egyházkerületi közgyűlés megállapította, hogy „e helyen új egyházközséget nyertünk”. 1913-ban 17 szórványa volt, ezekben összesen 447 lélek lakott. Szászsebes jelenleg újra Gyulafehérvár szórványa, Alvincel, Marosszentimrével, Vingárddal, Pókafalvával és Kisenyeddel együtt.
Gyulafehérvár lelkipásztora 1964-1970 között Fejes Dezső volt, 1970-1972-ben a vajasdi Tamás János volt a beszolgáló lelkipásztora. 1972-1976-ig Bíró Ferenc volt marosvásárhelyi segédlelkészt nevezték ki. 1977-től 1995. december 31-ig Bárdi Imre lelkipásztor szolgált. 1996. január 1-jétől 2011. május 31-ig Gudor András lelkipásztor szolgált Gyulafehérváron.